# Dharmadhatu
 (décembre 2019).
Dharmadhatu est un mot sanskrit  désignant dans le bouddhisme mahayana la réalité ultime. Cette notion est particulièrement développée dans  l'Avatamsaka sutra (« Sūtra de l'Ornementation fleurie ») et plus précisément dans la section finale appelée le Gandavyuha Sutra, mais aussi dans le Mahayana Mahaparinirvana sutra. Le Dharmadhatu s'oppose au lokadhatu, à savoir le monde fractionné que perçoivent les êtres plongés dans l'illusion.  

## Définition
Philippe Cornu explique :

« Dharmadhatu: « espace de la réalité absolue », « dimension du réel ». Il s'agit de la dimension globale, la sphère non duelle perçue par les Bouddha en Dharmakaya, dimension de la vraie nature des phénomènes, la vacuité immuable au-delà de la cause et de l'effet. »

Et Stéphane Arguillère :

« Le terme [Dharmadhatu] désigne la nature ultime de toutes choses, non en tant qu'essence abstraite simple, mais quand est surmontée l'opposition de l'essence et du phénomène, de l'apparence et de la vacuité, comme celle du sujet et de l'objet. Le Dharmadhatu, c'est la somme de toutes choses dans les « trois temps » (passé, présent, et avenir), telle qu'elle est saisie de manière intemporelle et non-duelle par la connaissance principielle des Bouddha. »

Il est important de noter que la connaissance du Dharmadhatu nécessite nécessairement l'abolition de la séparation sujet/objet. « Cela » qui connaît le Dharmadhatu est nécessairement le Dharmadhatu  lui-même. On ne peut pas connaître le Dharmadhatu avec l'esprit ordinaire, car ce dernier est produit justement par le Dharmadhatu (comme toutes choses). D'autre part, dans le Dharmadhatu, les phénomènes ne sont pas fondus en une espèce d'unité transcendante mais toutes les distinctions sont perçues. C'est ce que dit explicitement  Stéphane Arguillère :

« La nature ultime [le Dharmadhatu] n'est pas autre que l'Éveil même des Bouddha, puisque dans la perception adéquate, l'opposition entre objet, ou substance, et sujet, ou conscience, ne peut être maintenue. partageant la même essence que la  vacuité, tous les phénomènes s'interpénètrent et s'entrexpriment. La vacuité n'abolissant pas leurs caractéristiques individuels, ils ne sont pas indistinctement fondus les uns dans les autres, mais maintenus dans l'infinie richesse de leur détail. Le sutra (l'Avatamsaka sutra) décrit chacun comme un miroir de tous les autres, et de lui-même en eux, et ainsi de suite, dans une imagerie vertigineuse qui est, pour nous, la métaphore la moins inadéquate de leur inhérence réciproque. »

Loin de ne plus percevoir l'enchaînement des causes et des effets de la Coproduction conditionnée et la diversité du monde phénoménales, les Bouddha les perçoivent sur un autre mode dans leur signification réelle. En effet, Stéphane Arguillère écrit :

« Les relations qui, pour nous, se manifestent dans l'extériorité réciproque des choses, des lieux et des temps, ne sont pas inexistantes dans le Dharmadhatu, mais elles y sont sur un autre mode, qui ne nous est guère intelligible, mais qui n'en est pas moins en soi plus transparent que les choses qui nous sont familières . »

Du point de vue de l'école Madhyamaka, la description du Dharmadhatu correspond à la description de la réalité lorsque  la réalité conventionnelle et la réalité ultime sont unies à travers la sagesse principielle pour laquelle la séparation sujet/objet n'existe plus. Il s'agit de la compréhension ultime de la vacuité et de l'origine de la Coproduction conditionnée.
Le Dharmadhatu est au-delà des trois kayas (dharmakāya, Sambhogakāya, nirmānakāya) tels que les pose l'école Cittamātra. Le Dharmadhatu inclut sous un mode non manifesté les trois kayas. Plus précisément, le Dharmadhatu est ce que peuvent percevoir les Bouddha en Dharmakaya.
Chögyam Trungpa Rinpoché explique:

« Le dharmakāya est [...] différent du Dharmadhatu. Lorsqu'on y fait référence en tant que dharma et kaya, il est, dans une certaine mesure, conditionné. Il est conditionné parce qu'il est déjà fécond [...] Le dharmakāya est déjà l'expérience. Le  dharmakāya est désigné en tibétain comme tangpo sangyé, autrement dit le « bouddha primordial », celui qui n'est jamais devenu bouddha par la pratique, mais qui est réalisation sur-le-champ. C'est la non-dualité du dharmakāya. Alors que le Dharmadhatu est une sorte d'accueil total dépourvu de toute identité propre. Voyez-vous, le  dharmakāya est, pour ainsi dire, une espèce de référence. Quelqu'un doit posséder une sorte de référence pour être le dharmakāya. C'est pourquoi il est fécond. Mais on ne doit nullement considérer cette notion de référence d'une façon péjorative ou négative. Les phénomènes captivants qui se produisent dans le monde samsarique font partie de cette manifestation. »

La notion de Dharmadhatu est à mettre en relation directe avec la notion du Mahayana d'« Omniscience des Bouddha », qui déclare que les Bouddha en dharmakāya connaissent toutes choses. En fait, les Bouddha en dharmakāya ne connaissent pas seulement toutes choses, ils sont toutes choses. Selon Stéphane Arguillère :

« [D'après Gorampa], les Bouddha sont effectivement omniscients parce que leur connaissance principielle, par le fait qu'elle fait corps avec l'absolu, et même qu'elle n'est rien d'autre que lui, est également identique avec tout le détail des phénomènes. Cette thèse peut s'exprimer sous une forme modeste et convenable : dans l'Éveil, la sagesse des Bouddha embrasse toutes choses ; mais elle peut aussi s'exprimer sous une forme non moins correcte, mais plus provocante : la nature de toute chose est l'omniscience des Bouddha. C'est en fait de ce point que peut se comprendre rationnellement la doctrine du Dharmadhatu, présentée sous forme imagée dans l' Avatamsaka sutra. »

## Description dans l'Avatamsaka sutra
Daisetz Teitaro Suzuki a traduit et commenté la partie de  l'Avatamsaka sutra concernant le Dharmadhatu. Il déclare :

« Quel est le message de  l'Avatamsaka sutra ? Ce sutra est généralement considéré comme le roi des sutras  du Mahayana. Voici l'interprétation qu'en donne Fazang [...] : Un seul Esprit existe. Il est la réalité suprême, pure, parfaite et resplendissante, de sa nature. Il rend possible l'existence entretenue par lui d'un monde particularisé, et il tire de lui, libre et illuminante, toute activité qui favorise les vertus de perfection (Paramita) [...] Chaque objet particulier, en termes techniques « grain de poussière » (anuraja) contient en lui le Dharmadhatu. [...] Chaque grain de poussière engendre toutes sortes de vertus ; en conséquence, par le moyen d'un seul objet les secrets du monde entier sont embrassés. [...] Dans chaque grain de poussière, l'explication de la vacuité est perceptible. »

Le Dharmadhatu s'oppose au monde fractionné lokadhatu que perçoivent les êtres ordinaires. Dans le Dharmadhatu, tous les détails du monde phénoménal sont perçus mais sans la moindre notion de séparation et de permanence. C'est, en fait, la vue directe de la  vacuité comme elle est décrite dans le Madhyamaka.  L'Avatamsaka sutra donne le point de vue absolu de l'Interdépendance : c'est l'Interpénétration. Les choses ne sont pas seulement toutes en interaction mais, bien qu'elles gardent leur identité propre, elles contiennent tous les autres phénomènes. 
Daisetz Teitaro Suzuki explique :

« Quand l'impératrice Tse-Tien de la Dynastie Tang éprouva quelques difficultés à saisir la signification du mot Interpénétration, Fazang le grand maître de l'école bouddhique Avatamsaka, l'expliqua ainsi : il alluma une bougie puis il l'entoura d'un cercle de miroirs. La lumière centrale se réfléchit en chacun d'eux et chacune de ces lumières réfléchies se réfléchit elle-même dans chaque miroir, si bien qu'il y eut ainsi un parfait jeu mutuel de lumières. »

Cela illustre le fait que « chaque réalité individuelle, outre qu'elle est elle-même, reflète en elle quelque chose de l'universel et est en même temps elle-même à cause des autres individualités. »
Dans le sutra, le Dharmadhatu est symbolisé par la tour de Maitreya que le pèlerin Sudhana découvre avec stupéfaction:

« La Tour est aussi vaste et spacieuse que le ciel lui-même. Le sol est pavé d'asamkhyeyas [un nombre gigantesque incalculable] de pierres précieuses de toutes sortes et, dans la Tour, sont des  asamkhyeyas de palais, de portiques, de fenêtres, d'escaliers, de grilles et de couloirs, tous faits de sept sortes de gemmes précieuses... »

Mais dans la Tour, Sudhana découvre la même Tour se multipliant sans cesse :

« Et dans cette Tour, spacieuse et exquisément ornée, se trouvent des centaines de milliers d'asamkhyeyas de  tours, dont chacune est  aussi exquisément ornée que la Tour principale elle-même et aussi vaste que le ciel. Et toutes ces tours impossibles à dénombrer n'interfèrent pas mutuellement, chacune garde son existence particulière en parfaite harmonie avec tout le reste ; et il n'est rien ici qui empêche une tour de se fondre avec les autres, individuellement et collectivement ; il y a là un état de parfaite interpénétration et aussi d'ordre parfait [...] Soutenu par le pouvoir du Bodhisattva Maitreya, Sudhana se trouve simultanément dans chacune de ces tours, où il contemple la série sans fin des évènements merveilleux qui prennent place dans l'existence du  Bodhisattva Maitreya. »

Dans le Dharmadhatu, le temps est aboli et Sudhana peut voir en même temps les évènements du passé, présent et futur de la vie de Maitreya. Daisetz Teitaro Suzuki explique les différentes manières de concevoir le Dharmadhatu :

« 1. Le Dharmadhatu est un monde d'objets particuliers - ici le terme dhatu est pris dans le sens de « quelque chose de séparé » ; 2. Le Dharmadhatu est une manifestation d'un esprit unique ou d'une substance élémentaire unique ; 3. Le Dharmadhatu est un monde où toutes les existences particulières qu'il renferme peuvent s'identifier avec un seul esprit sous-jacent ; 4. Le Dharmadhatu est un monde où chacun des objets particuliers qu'il renferme peut s'identifier avec chaque autre objet particulier, toute ligne de séparation entre eux étant supprimée. »

Philippe Cornu commente :

« Il s'agit là d'une conception holographique des phénomènes où chaque phénomène individuel est à la fois lui-même et le reflet de tous les autres phénomènes, étant aussi lui-même du fait des autres phénomènes singuliers. »

## Impact
La notion de Dharmadhatu apparaît en arrière-plan dans tout le mahayana. En particulier,
dans son œuvre le Catuhstava, Nagarjuna  (IIe - IIIe siècle), le fondateur du Madhyamaka, rend directement hommage à la Réalité ultime, le Dharmadhatu. Le Catuhstava est, en effet, une suite de quatre hymnes en son honneur:

« 1. Comment Te louerais-je, Seigneur, Toi qui sans naissance, sans demeure, surpasses toute connaissance mondaine et dont le domaine échappe aux cheminements de la parole.

2. Pourtant, tel que Tu es, accessible au [seul] sens d'Ainséité [la Nature absolue], avec amour je [Te] louerai, ô Maître, en recourant aux conventions mondaines.

3. Puisque, par essence, Tu ne sais pas, en Toi, point de naissance, point d'allée ni de venue. Hommage à Toi, Seigneur, à Toi le Sans-nature-propre !

4. Tu n'es ni être ni non-être, ni permanent ni impermanent, ni éternel. Hommage à Toi, le Sans-dualité ! »

La notion de Dharmadhatu eut un impact immense sur le Bouddhisme d'Extrême-Orient en particulier sur les écoles Huayan,Tiantai, Chan et  Zen. Même si    l'Avatamsaka sutra eut relativement peu d'écho au Tibet, la notion de  Dharmadhatu apparaît constamment chez les auteurs tibétains. Si  l'Avatamsaka sutra joua un rôle relativement faible chez les Tibétains c'est qu'ils disposaient de nombreux tantra pour décrire la Réalité ultime dont le Küntché Gyalpo tantra,. Dans le Dzogchen, le Dharmadhatu est appelé la « Base primordiale » (Skt. alaya; Tib. kun gzhi prononcé kunshi).